# Pteris perrieriana
Pteris perrieriana är en kantbräkenväxtart som beskrevs av Carl Frederik Albert Christensen. Pteris perrieriana ingår i släktet Pteris och familjen Pteridaceae. Inga underarter finns listade.